# ألان أرشيبالد
ألان أرشيبالد (بالإنجليزية: Alan Archibald)‏ (13 ديسمبر 1977 بغلاسكو في المملكة المتحدة - ) هو مدرب كرة قدم ولاعب كرة قدم بريطاني في مركز قلب الدفاع. شارك مع منتخب اسكتلندا تحت 21 سنة لكرة القدم. أما مع النوادي، فقد لعب مع دندي يونايتد ونادي بارتيك ثيسل.

## وصلات خارجية
- ألان أرشيبالد على موقع قاعدة بيانات كرة القدم.إي يو (الإنجليزية)
- ألان أرشيبالد على موقع Soccerbase.com (لاعب) (الإنجليزية)
- ألان أرشيبالد على موقع Soccerbase.com (مدرب) (الإنجليزية)